# Gynacantha furcata
Gynacantha furcata là loài chuồn chuồn trong họ Aeshnidae. Loài này được Rambur mô tả khoa học đầu tiên năm 1842.